# 1961 en littérature
| Années de la littérature : 1958 - 1959 - 1960 - 1961 - 1962 - 1963 - 1964    |
| Décennies de la littérature : 1930 - 1940 - 1950 - 1960 - 1970 - 1980 - 1990 |

Cet article présente les faits marquants de l'année 1961 en littérature.

## Événements
- 26 octobre : L'écrivain yougoslave Ivo Andric, prix Nobel de littérature.
- 27 octobre : Philippe Sollers reçoit le prix Médicis pour Le Parc.

- Début des conférences Massey à l'université de Toronto.
- Naissance du personnage de Fantômette dans le paysage de la littérature jeunesse française avec la parution du roman Les Exploits de Fantômette de Georges Chaulet illustré par Jeanne Hives, premier d'une série à succès de cinquante-deux volumes et un hors-série qui s'achèvera en 2011.

## Parutions

### Essais
- Gaston Bachelard, La Flamme d'une chandelle.
- Georges Bataille, Les Larmes d’Éros.
- Frantz Fanon, Les Damnés de la Terre.
- François Fejtő, Dieu et son Juif. Essai hérétique. éd. Pierre Horay.
- René Girard, Mensonge romantique et Vérité romanesque.
- Julien Gracq, Préférences.
- Serge Hutin, Les Civilisations inconnues, éd. Arthème Fayard.
- Jean Starobinski, L’Œil vivant, éd. Gallimard.

#### Histoire
- Fritz Fischer (historien allemand), Les Buts de guerre de l'Allemagne impériale.
- Michel Foucault, Histoire de la folie à l’âge classique.

#### Politique
- Lucien Bodard, La Chine du cauchemar, éd. Gallimard.
- Raphaël Tardon, Noirs et blancs, l'appartheid, essai sur l'Afrique du Sud.

### Poésie
- René Char : La Parole en archipel (janvier).
- Eugène Guillevic : Carnac.
- Raymond Queneau : Cent Mille Milliards de Poèmes, conçu sur le système du méli-mélo, cet ouvrage permet de créer des milliers de sonnets en combinant des phrases.
- Léopold Sédar Senghor : Nocturnes.
- Guy Tirolien: Balles d'or

### Publications
- Georges Pillement : La France inconnue : Savoie-Côte d'Azur, itinéraires archéologiques, éd. Grasset (avril), 151 pages.

### Livres d'art
- Jacques Dupin, Joan Miró, Flammarion.

### Romans

#### Auteurs francophones
- Cheikh Amadou Kane : L’Aventure ambiguë.
- Roger Peyrefitte : Les Fils de la Lumière, Flammarion.
- Vladimir Pozner, Le Lever du rideau.
- Yves Régnier, La Main sur l'Epaule, Gallimard.
- Christiane Rochefort : Les Petits Enfants du siècle, éd. Grasset.
- Gabrielle Roy : La Montagne secrète.

### Théâtre
- Les Paravents, de Jean Genet, sont créés à Berlin en mai.

## Principales naissances
- 4 février : Neal Asher, écrivain britannique de science-fiction.
- 15 juillet : Jean-Christophe Grangé, écrivain français.
- 18 septembre : Bernard Werber, écrivain français.
- 15 octobre : Martine Audet, poète québécoise.
- 16 octobre : Marc Levy, romancier français.
- 20 octobre : Kate Mosse, romancière britannique.

## Principaux décès
- 21 janvier, Paris : Blaise Cendrars, écrivain suisse mort à 74 ans.
- 5 mars : Kjeld Abell, écrivain danois mort à 60 ans.
- 7 juin : Carl Gustav Jung, psychiatre et philosophe suisse.
- 1er juillet : Céline, écrivain français mort à 67 ans.
- 2 juillet : suicide de l’écrivain Ernest Hemingway.
- 27 septembre : Hilda Doolittle, dite H.D., poétesse américaine morte à 75 ans.
- 7 décembre : Roussan Camille meurt à Port-au-Prince